# Mallikarjunapura, Chintamani
Mallikarjunapura là một làng thuộc tehsil Chintamani, huyện Chikkaballapur, bang Karnataka, Ấn Độ.